# Erwin Koppe
Erwin Koppe (Rosenheim, Alemania, 29 de mayo de 1938) es un gimnasta artístico alemán ganador de dos medallas de bronce en el concurso por equipos, una en la Olimpiada de Tokio 1964 y otra en el Mundial de Dortmund 1966.

## Carrera deportiva
En los JJ. OO. de Tokio 1964, representando al Equipo Unificado Alemán consigue el bronce en el concurso por equipos.
En el Mundial de Dortmund 1966 gana el bronce por equipos, quedando situados en el podio tras Japón y la Unión Soviética, y siendo sus compañeros de equipo: Matthias Brehme, Werner Dolling, Gerhard Dietrich, Siegfried Fulle y Peter Weber.